# Palazzo Battaglia
A Palazzo Battaglia egykori nemesi palota Ragusában. Az óvárosban, Ragusa Iblában áll a Santissima Annunziata-templom szomszédságában. 1724-ben emelték egy korábbi palota helyén Grandonio Battaglia, Torrevecchia bárója megbízásából. Az épület munkálatait a két leghíresebb Ragusában tevékenykedő építész felügyelte, előbb az acirealei származású Giuseppe Recupero, majd a siracusai Rosario Gagliardi. 1748-ban kibővítették Giovanni Paolo Battaglia megbízásából, Silvestro Di Natale és Vincenzo Sbezzi felügyelete alatt. A templom felé néző főhomlokzatát masszív portál uralja, amelyet faragott oszlopok vesznek körül, s amelyek az emeleti erkélyt tartják. Annak rácsa kovácsolt vasból készült, két oldalán még egy-egy másik erkély található. A központi erkély felett pedig a Battaglia család faragott címere látható. A földszinti ablakok kicsik ellentétben az emeletiekkel. Mivel az egyik főépítész, Giuseppe Recupero Catania mellől származott, így nagy hasonlóságok fedezhetők fel az épület stílusát illetően a szicíliai nagyváros épületeivel.